# Старинці (Логойський район)
Старинці — (біл. вёска Старінкі), село (веска) в складі Логойського району розташоване в Мінській області Білорусі, підпорядковане Околовській сільській раді.
Село Старинці розташоване в центральних районах Білорусі, в північній частині Мінської області - орієнтовне розташування.